# NGC 5308
NGC 5308 је лентикуларна галаксија у сазвежђу Велики медвед која се налази на NGC листи објеката дубоког неба.
Деклинација објекта је + 60° 58' 22" а ректасцензија 13h 47m 0,0s. Привидна величина (магнитуда) објекта NGC 5308 износи 11,4 а фотографска магнитуда 12,4. Налази се на удаљености од 33,533 милиона парсека од Сунца. NGC 5308 је још познат и под ознакама UGC 8722, MCG 10-20-29, CGCG 295-12, PGC 48860.